# Gavaudan (trobador)
Gavaudan (fl. 1195-1211) fou un trobador occità del que se'n conserven deu composicions. No es tenen gaires dades sobre la vida d'aquest trobador i tampoc no se'n conserva cap vida que ens orienti sobre aquest tema. Pel nom, cal suposar que era originari del Gavaldà. Pel que fa a la cronologia, els estudiosos han discutit si la cançó de croada (174,10) estava escrita en el marc de la invasió que va acabar amb la batalla de Las Navas de Tolosa (1212) o la d'Alarcos, tot i que sembla més probable la segona hipòtesi (1195). El sirventès A la plus longa nuech de l'an s'ha relacionat amb la vetlla de la croada contra els albigesos i se situaria el 1211.
Gavaudan és un trobador que cultiva el trobar clus i ell mateix s'enorgulleix de l'hermetisme de la seva poesia. Vegeu el sirventès 174,5, una mena de manifest poètic, Ieu no suy pars als autres trobadors ("Jo no sóc com els altres trobadors"), on diu: mos sens es clars als bos entendedors, / trop es escurs a selh que no sap gaire, 174,5 ("el meu sentit és clar pels bons entenedors però és massa obscur per al qui no en sap gaire") o bé qu’entre mil non cug n'aya detz / que del tot puescon retener / so que mos sens ampara ("que entre mil no crec que n'hi hagi deu que puguin retenir el que amaga el meu sentit"). També, en una altra peça (174,11), Un vers vuelh far chantador, / cubert e clus ("vull fer un vers cantable, cobert i clus").

## Obra
Es conserven deu composicions de Gavaudan: cinc sirventesos, dues pastorel·les, una cançó religiosa, un planh i una cançó de croada.
- (174,1)[2] A la pus longa nuech de l'an (sirventès)
- (174,3) Crezens, fis, verays et entiers (planh per una dama, no anomenada ni identificada)
- (174,4) Dezamparatz, ses companho (pastorel·la)
- (174,5) Ieu no suy pars als autres trobadors (sirventès)
- (174,6) L'autre dia, per un mati (pastorel·la)
- (174,7) Lo mes e·l temps e l'an deparc (sirventès)
- (174,8) Lo vers dech far en tal rima (sirventès)
- (174,9) Patz passien ven del Senhor (cançó religiosa)
- (174,10) Senhors, per los nostres peccatz (cançó de croada)
- (174,11) Un vers vuelh far chantador (sirventès)